# Castro Pretorio
Castro Pretorio – rione, jedno z dwudziestu dwóch rioni Rzymu, tradycyjnych jednostek podziału administracyjnego miasta, dotyczącego części wewnątrz murów aureliańskich (z niewielkimi wyjątkami). Stanowi część gmin Municipio Roma I i Municipio Roma III.
Współcześnie Castro Pretorio ma powierzchnię 1,03 km², a w 2015 zamieszkiwało je 6 499 mieszkańców.
Historyczny numer dzielnicy to R. XVIII.